# Phäomelanin

–(COOH) bedeutet, dass diese Stelle sowohl –H als auch –COOH oder ein anderer Rest sein kann
die Pfeile deuten an, dass an diesen Stellen andere Reste angehängt werden können.

Biosynthese von Eumelanin und Phäomelanin.

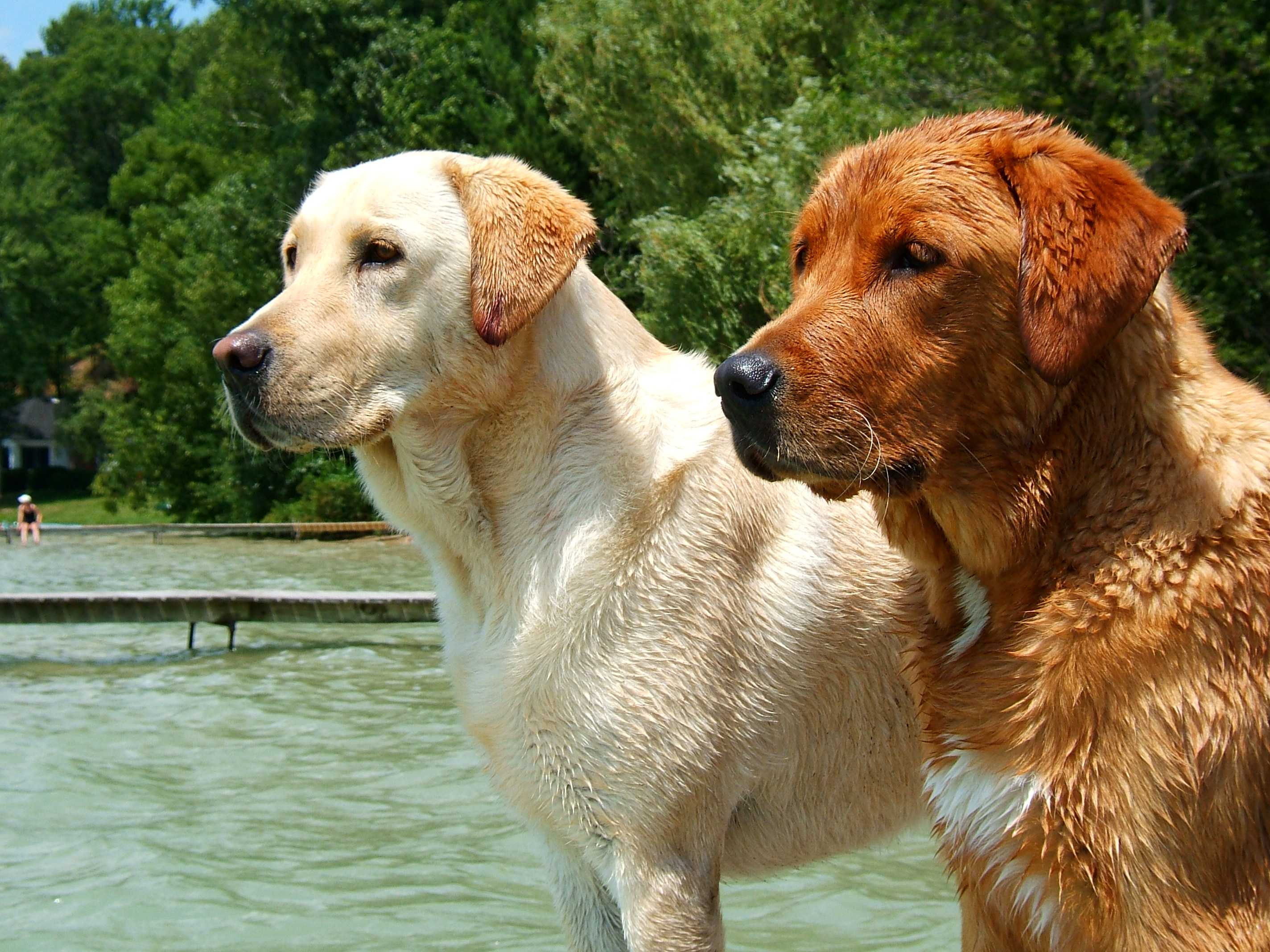
Die ausschließliche Bildung von Phäomelanin führt zur rostroten Färbung, die bei Kombination mit Aufhellungsfaktoren zu gelb bis cremefarben aufgehellt wird.

Das Phäomelanin ist ein Pigment, das zusammen mit einer zweiten Pigmentart, dem Eumelanin, die Hautfarbe und bei den Säugetieren einschließlich des Menschen die Haarfarbe bzw. Fellfarbe bestimmt. Diese Pigmente werden auch Melanine genannt. Das menschliche Melanin ist ein Mischtyp: Phäomelanin dominiert in rotem Haar, während der zweite Melanintyp, das Eumelanin, als Braun-Schwarz-Pigment für braune und schwarze Haare verantwortlich ist. Graue Haare entstehen, wenn mit zunehmendem Alter die Produktion von Melanin nachlässt. Das Melanin wird dann zunehmend durch Einlagerung von Luftbläschen in den Haarschaft ersetzt. Die Haare erscheinen dann grau bis weiß wie beispielsweise beim Silberrücken. Die Erbanlage für Rothaarigkeit ist rezessiv und beim Menschen relativ selten. Beim Menschen kommen meist das Eumelanin und das Phäomelanin in unterschiedlichen Mengenanteilen gemeinsam vor.
Der Wortbestandteil Phäo- ist abgeleitet von griechisch φαιός phaiós: „dämmrig“, „grau“.

## Biosynthese
Tyrosin wird biosynthetisch im ersten Schritt mit Tyrosinase zu DOPA und anschließend zu Dopachinon umgesetzt. Dieses wird mit Cystein zum Cysteinyldopa umgesetzt. Anschließende Oxidation und Polymerisation führt zum Phäomelanin.
Wenn durch genetisch bedingtes Fehlen eines Enzyms beispielsweise wegen homozygoten Vorliegens des Allels e auf dem Extension-Locus der biochemische Umsetzungsschritt vom Dopachinon zum 5,6-Indolchinon nicht stattfinden kann, wird aus dem Dopachinon ausschließlich Phäomelanin gebildet.